# Альберт из Меца
Альберт из Меца (лат. Alpertus Mettensis, нем. Alpert von Metz; умер не позже 1024 или 1025) — средневековый хронист, монах-бенедиктинец из аббатства Святого Симфориана в Меце.

## Биография
Биографические данные практически отсутствуют, единственным упоминанием о нём является указание Сигеберта из Жамблу, пользовавшегося его сочинением при составлении своей «Хроники» (1112 год) и отметившим, что он подвизался в шотландском монастыре Святого Симфориана в Меце. Как установлено исследователями, в последние годы жизни он жил и трудился в Амерсфортском монастыре, подчинявшемся Утрехтской епархии.
Является автором двух небольших исторических сочинений. Первое из них, «Книга о епископах Мецских» (лат. De episcopis Mettensibus libellus), было написано около 1005 года в Меце в качестве продолжения труда Павла Диакона, с посвящением аббату Константину. Оно сохранилось лишь в небольшом фрагменте, в котором речь идёт главным образом о мецском епископе Дитрихе I (964—984), основным источником сведений о котором стал устный рассказ одного из министериалов этого прелата. Помимо того, в книге содержатся сведения о походе короля Оттона II в Италию. 
Другим его трудом стало историческое сочинение «О разных временах в двух книгах» (лат. De diversitate temporum libri duo), написанное между 1021 и 1025 годами в Амерсфорте и посвящённое Бурхарду, епископу Вормсскому (1000—1025). Охватывая события с 990 по 1021 год, оно является одним из главных источников по истории Франции и Нидерландов этого времени, освещая, в частности, походы императора Генриха II в Лотарингию и Бургундию.
Является также автором агиографического сочинения «Чудеса Святой Вальбурги» (лат. Miracula Waldburgae).

## Издания
Иноязычные издания:
- Alperti opera. De episcopis Mettensibus libellus // MGH, SS. Bd. IV. Hannover, 1841, p. 697—700[9].
- Alperti opera. De diversitate temporum libri II // MGH, SS. Bd. IV. Hannover, 1841, p. 700—723[10].

Переводы на русский язык:
- Книга о епископах мецских в переводе И. Дьяконова на сайте Восточная литература
- Две книги о разных временах. Книга 1 в переводе И. Дьяконова на сайте Восточная литература
- Две книги о разных временах. Книга 2 в переводе И. Дьяконова на сайте Восточная литература